# Methylgeel
Methylgeel is een organische verbinding, die voorkomt als gele kristallen. Ze wordt gebruikt als pH-indicator om bij een zuur-basetitratie het equivalentiepunt te bepalen. Het omslaggebied van methylgeel ligt tussen 2,9 (rood) en 4,0 (geel).
Vroeger werd deze gele azokleurstof gebruikt voor het kleuren van boter en plantaardige oliën, vandaar dat ze ook botergeel (Butter Yellow) heet. Ze werd ook gebruikt voor het kleuren van zeep, boenwas en andere wassen, en polystyreen. Dat is nu niet meer toegelaten omdat men ze ervan verdenkt carcinogeen te zijn. In maart en april 2009 werd in België, Luxemburg en Frankrijk methylgeel aangetroffen in kerriepoeder afkomstig uit India, en moesten de betrokken producten uit de handel genomen worden.